# Scar Tissue
Scar Tissue ist ein Lied der US-amerikanischen Rockband Red Hot Chili Peppers. Es erschien am 25. Mai 1999 vorab als erste Single aus dem Album Californication.

## Hintergrund
Scar Tissue wurde von den damaligen Bandmitgliedern geschrieben und gilt als repräsentativ für den neuen, melodischeren Rocksound, mit dem die Band auf Californication experimentierte (im Gegensatz zum psychedelischen One Hot Minute und dem trockenen Funk von Blood Sugar Sex Magik). Der Song zeichnet sich durch sein sanftes Intro-Gitarrenriff und seine durchgehenden Slide-Gitarrensoli aus. Guitar World platzierte das Gitarrensolo auf Platz 63 seiner Liste der „100 größten Gitarrensolos“.

## Liveauftritte
Scar Tissue ist seit seinem ersten Auftritt im Jahr 1998 ein fester Bestandteil der Live-Setlists der Band und ist damit der fünfthäufigste Song der Band insgesamt. Die amerikanische Band Mr. Bungle spielte 1999 eine veränderte Version des Liedes im Rahmen eines Halloween-Konzerts, das die Red Hot Chili Peppers parodierte.

## Musikvideo
Das Musikvideo zu Scar Tissue wurde von Stéphane Sednaoui gedreht, der auch beim Video zu Give It Away Regie führte. Die erste Szene zeigt John Frusciante, wie er einen Abschnitt einer Wüstenautobahn entlangfährt, eine Metapher für Frusciantes Rückkehr zur Band (im wirklichen Leben fährt er kein Auto). Die vier Bandmitglieder werden dann im Video misshandelt und geschlagen und verbunden. Sie reisen in einem rostigen Wrack und spielen kaputte Instrumente. Das Video endet nach dem dreißig Sekunden langen Frusciante-Gitarrensolo im Moment des Sonnenuntergangs, wobei dieser die kaputte, saitenlose Gitarre aus dem Auto wirft. Das Auto, das Frusciante für das Video zu fahren vorgab, war ein Pontiac Catalina Cabriolet von 1967. Ein sehr ähnliches Konzept wurde für das Video von Soul to Squeeze in Betracht gezogen und dann verworfen. Vor dem Videodreh ließ sich Kiedis die Haare schneiden und seine braunen Haare platinblond bleichen, ein Aussehen, das er während der gesamten Promotion und Tour für Californication beibehielt. Der Film wurde in der kalifornischen Mojave-Wüste gedreht.

## Rezeption

### Preise
Scar Tissue gewann im Jahr 2000 einen Grammy Award für den besten Rocksong.

### Rezensionen
Im Jahr 2021 platzierte Kerrang den Song auf Platz drei ihrer Liste der 20 besten Red-Hot-Chili-Peppers-Songs, und im Jahr 2022 platzierte der Rolling Stone den Song auf Platz zwei ihrer Liste der 40 besten Titel der Band.

## Kommerzieller Erfolg

### Chartplatzierungen
| ChartsChartplatzierungen       | Höchstplatzierung | Wochen |
| ------------------------------ | ----------------- | ------ |
| Deutschland (GfK)              | 75 (9 Wo.)        | 9      |
| Vereinigte Staaten (Billboard) | 9 (29 Wo.)        | 29     |
| Vereinigtes Königreich (OCC)   | 15 (7 Wo.)        | 7      |

| ChartsJahrescharts (1999)      | Platzierung |
| ------------------------------ | ----------- |
| Vereinigte Staaten (Billboard) | 34          |

### Auszeichnungen für Musikverkäufe
| Land/Region                  | Auszeichnungen für Musikverkäufe (Land/Region, Auszeichnung, Verkäufe) | Verkäufe  |
| ---------------------------- | ---------------------------------------------------------------------- | --------- |
| Australien (ARIA)            | Gold                                                                   | 35.000    |
| Dänemark (IFPI)              | Gold                                                                   | 45.000    |
| Italien (FIMI)               | Platin                                                                 | 50.000    |
| Kanada (MC)                  | 6× Platin                                                              | 480.000   |
| Neuseeland (RMNZ)            | 5× Platin                                                              | 150.000   |
| Portugal (AFP)               | 2× Platin                                                              | 20.000    |
| Spanien (Promusicae)         | Platin                                                                 | 60.000    |
| Vereinigte Staaten (RIAA)    | 6× Platin                                                              | 6.000.000 |
| Vereinigtes Königreich (BPI) | 2× Platin                                                              | 1.200.000 |
| Insgesamt                    | 2× Gold · 23× Platin ·                                                 | 8.040.000 |

Hauptartikel: Red Hot Chili Peppers/Auszeichnungen für Musikverkäufe

## Trivia
Im Jahr 2004 veröffentlichte Leadsänger Anthony Kiedis eine Autobiografie mit dem Titel des Songs.